# Фън Джъ
Фенг Зе (на китайски: 冯喆; роден на 19 ноември 1987 г. в Съчуан) е китайски гимнастик. Той е световен шампион през 2010 и Олимпийски – през 2012. 